# دانیل سوسولا
دانیل سوسولا (انگلیسی: Daniel Solsona؛ زادهٔ ۱۸ ژانویهٔ ۱۹۵۲) بازیکن فوتبال اهل اسپانیا است.
از باشگاه‌هایی که در آن بازی کرده‌است می‌توان به باشگاه فوتبال اسپانیول، باشگاه فوتبال رن، باشگاه فوتبال باستیا، و باشگاه فوتبال والنسیا اشاره کرد.
وی همچنین در تیم‌های ملی فوتبال زیر ۱۸ سال اسپانیا، Spain national amateur football team، و اسپانیا بازی کرده‌است.